# Carlos Ferro
Carlos Ferro (Torreón, 5 de julho de 1984) é um ator mexicano. 

## Biografia
Seu primeiro trabalho como ator (infantil) foi em 1988 quando participou de alguns capítulos de Encadenados estrelada por Humberto Zurita. 
Em 2002 começa a trabalhar como ator e modelo em gravações de comerciais no México. Em 2006 consegue um pequeno papel secundário dentro da terceira temporada de Rebelde.
Em regressa a Televisa para ser parte del elenco da telenovela De que te quiero, te quiero interpretando Alonso. 
Em 2017 protagoniza a novela La fiscal de hierro, na TV Azteca, junto com Iliana Fox e Raúl Méndez. 
Ainda em 2017 regressa à Televisa para protagonizar Caer En Tentacíon, ao lado de Gabriel Soto, Adriana Louvier e Silvia Navarro. 
Em 2023 é confirmado como um dos protagonistas da novela Vencer la culpa, quinta novela da saga Vencer.

## Carreira

### Televisão
- Vencer la culpa (2023) - Franco Beltrán Campuzano
- Fuego ardiente (2021) - Gabriel Montemayor
- Los elegidos (2019)[5] - Mario Calderón / Mario García
- La jefa del campeón (2018) - Daniel Rodríguez "la Bomba"[6]
- Caer en tentación (2017) - Santiago Alvarado Flores
- La fiscal de hierro (2017) - Joaquín Muñoz
- Vuelve temprano  (2016) - Manuel Carvallo
- Bajo el mismo cielo (2015) - Matías Morales
- Reina de corazones (2014) - Lázaro Leiva[7]
- De que te quiero, te quiero (2013) - Alonso Cortés[8]
- Relaciones peligrosas (2012) - Santiago Madrazo[9]
- Y vuelvo a ti (2011) - Camilo Andrade[10]
- Mi corazón insiste en Lola Volcán (2011) - Camilo Andrade[11]
- Eva Luna (2010) - Carlos[12]
- Perro amor (2010) - Bernardo Caparrozo - Benny, el pastelito[13]
- Primer golpe (2010)
- Amores de Luna (2009)
- Más sabe el diablo (2009) - Gregorio Ramírez[14]
- Dame chocolate (2007) - Amigo de José[15]
- Rebelde (2006) - Rapaz da equipe latinoamericano
- Encadenados (1988) - Germán (menino)

## Prêmios e Indicações

### Premios People en Español
| Año  | Categoria              | Telenovela                        | Resultado |
| ---- | ---------------------- | --------------------------------- | --------- |
| 2011 | Melhor ator secundario | Mi corazón insiste en Lola Volcán | Nominado  |
| 2012 | Melhor ator secundario | Relaciones peligrosas             | Nominado  |

### Miami Life Awards
| Año  | Categoria              | Telenovela                        | Resultado |
| ---- | ---------------------- | --------------------------------- | --------- |
| 2012 | Melhor ator de reparto | Mi corazón insiste en Lola Volcán | Nominado  |
| 2013 | Melhor ator de reparto | Relaciones peligrosas             | Nominado  |

### Prêmios TVyNovelas México
| Ano  | Categoria                | Telenovela          | Resultado |
| ---- | ------------------------ | ------------------- | --------- |
| 2018 | Melhor ator co-estelar   | Caer en tentación   | Ganhador  |
| 2019 | Melhor ator protagonista | La jefa del campeón | Nominado  |